# Mimusops petiolaris
Mimusops petiolaris är en tvåhjärtbladig växtart som först beskrevs av A.Dc., och fick sitt nu gällande namn av Marcel Marie Maurice Dubard. Mimusops petiolaris ingår i släktet Mimusops och familjen Sapotaceae.
Artens utbredningsområde är Mauritius. Inga underarter finns listade i Catalogue of Life.

## Bildgalleri

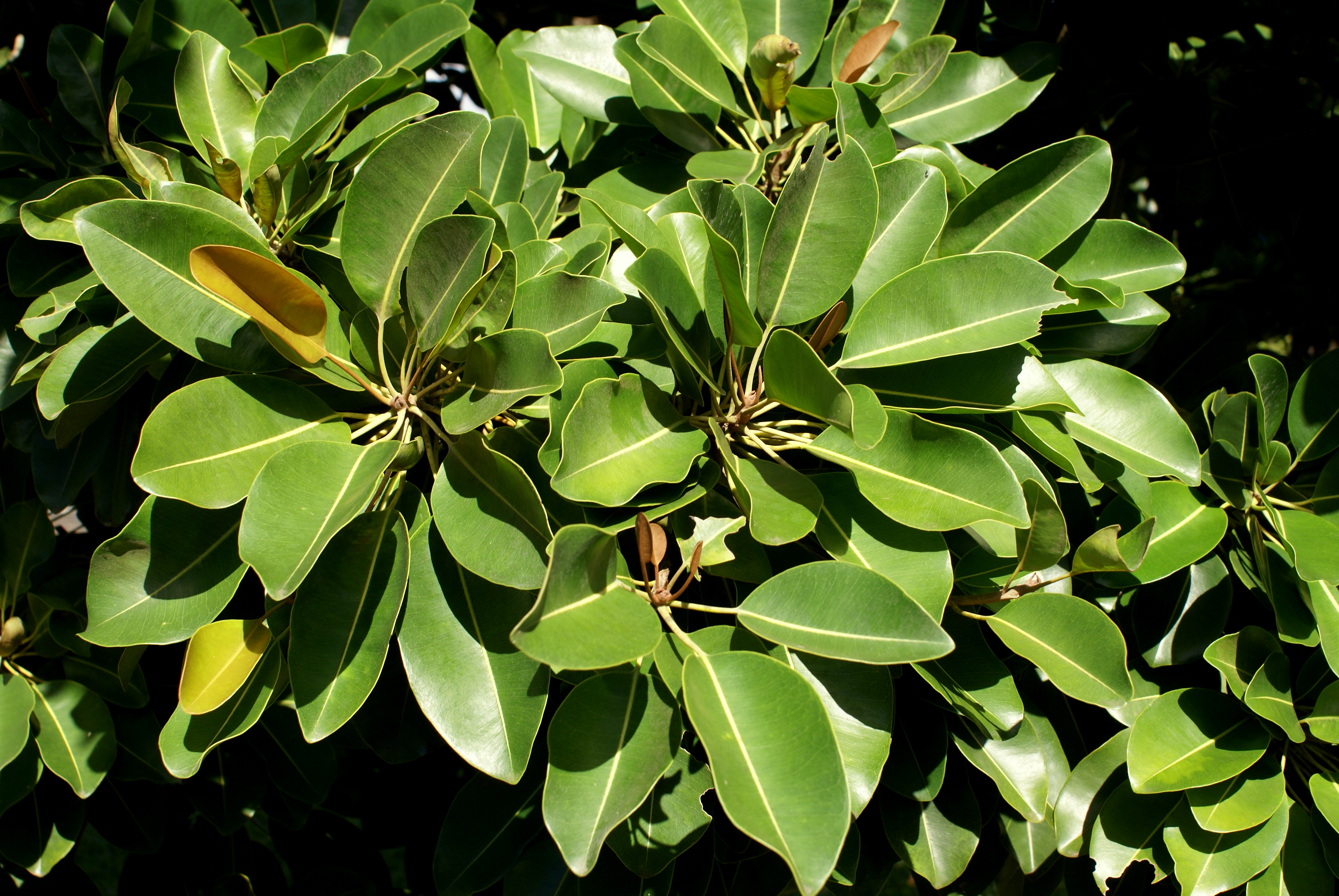